# Bobby Capó
Félix Roberto Manuel Rodríguez Capó nació en  (Coamo, Puerto Rico; el 1 de enero de 1921 - falleció en Nueva York; el 18 de diciembre de 1989), (68 años) conocido artísticamente como Bobby Capó, fue un cantautor y músico puertorriqueño-estadounidense. Fue el compositor de canciones como «Piel canela», «El negro bembón», «Luna de miel en Puerto Rico», y «María Luisa».[cita requerida]

## Biografía
Nacido en el barrio de Pedro García en Coamo, Puerto Rico, hijo de Celso Quiterio Rodríguez Rivera, un mercante y Arsenia Capó Canevaro, una domestica. Su carrera artística comenzó cuando por motivos fortuitos debió reemplazar al cantante Davilita en el Cuarteto Victoria. A partir de ese momento fue muy solicitado por sus temas, especialmente los románticos. Más tarde se convirtió en ídolo de Cuba y de toda Hispanoamérica en la década de los cuarenta.
Su fama se inició cuando grabó como solista con la orquesta del conocido músico español Xavier Cugat. Durante los años de guerra, muy en especial en Puerto Rico y países de Sudamérica, las canciones románticas de Bobby Capó eran tema obligado en las estaciones de radio y eso lo convirtió en un ídolo.[cita requerida] Grabó una serie de discos de larga duración, en especial junto a Rogelio Martínez y Lino Frías, director y pianista, respectivamente, de la afamada Sonora Matancera, agrupación con la que Bobby Capó cosechó su mayor fama y popularidad. Con ellos compuso Piel Canela, el 1º de abril de 1952, bolero cantado por innumerables intérpretes en todos los géneros.[cita requerida]
Bobby Capó fue director de la Oficina de Puerto en Nueva York en el 1976 y posteriormente director de Relaciones Públicas para la GOYA FOOD CO. en Nueva York.[cita requerida]
Algunas de sus otras canciones fueron: «Luna de miel en Puerto Rico», «Soñando con Puerto Rico», «Y llorando me dormí» y una que fue muy famosa, grabada por Cortijo y su Combo: «El Negro Bembón». 

## Muerte
Falleció en Nueva York en 1989 de un infarto, mientras trabajaba en su oficina de relaciones públicas.

## Discografía

### Álbumes
- 1958 - Bobby Capó Sings
- 1958 - Yo Canto Para Ti
- 1964 - Love Songs of Rafael Hernandez
- 1968 - Invitación Al Amor
- 1970 - Despierte Borincano
- 1973 - La música de Puerto Rico
- 1976 - Simplemente... Amor
- 1980 - Luna de Miel en Puerto Rico
- 1986 50 aniversario Goya
- 1998 - Con La Sonora Matancera